# Andromeda III
Andromeda III (And III) è una galassia nana sferoidale situata nell'omonima costellazione alla distanza di 2,44 milioni di anni luce dalla Terra.
È una galassia satellite della Galassia di Andromeda (M31) dalla quale dista circa 150.000 anni luce. Pertanto fa parte del Gruppo Locale.
Fu scoperta da Sidney van den Bergh all'Osservatorio di Monte Palomar a seguito dell'elaborazione di osservazioni effettuate nel 1970 e 1971.